# خايمي فرنانديز (كرة سلة)
خايمي فرنانديز (بالإسبانية: Jaime Fernández Bernabé)‏ مواليد 4 يونيو 1993 في مدريد، هو لاعب كرة سلة إسباني بدأ مسيرته الاحترافية في سنة 2010 يلعب مع فريق سي بي إستوديانتس في الدوري الإسباني لكرة السلة كلاعب هجوم خلفي ويحمل الرقم 7.

## روابط خارجية
- خايمي فرنانديز على موقع الاتحاد الدولي لكرة السلة (الإنجليزية)
- خايمي فرنانديز على موقع الدوري الإسباني لكرة السلة (الإسبانية)
- خايمي فرنانديز على موقع كرة السلة الأوروبية.كوم (الإنجليزية)
- خايمي فرنانديز على موقع ريلجم (الإنجليزية)
- خايمي فرنانديز على موقع بروبوليرز (الإنجليزية)
- خايمي فرنانديز على موقع سبورتس رفرنس (الإنجليزية)